# 판암차량사업소
판암차량사업소(板岩車輛事業所)는 대한민국 대전광역시 동구 판암동에 있는 대전교통공사 대전 도시철도 1호선의 차량기지다.

## 개요
주요 업무는 대전교통공사 1000호대 전동차의 중검수 및 경검수이며, 대전교통공사 1000호대 전동차는 모두 이 차량기지 소속이다. 대전 도시철도 1호선의 종착역인 판암역과 입·출고 선로가 연결되어 있으며, 판암역에 종착한 대전교통공사 1000호대 전동차는 연결된 입고 선로를 타고, 이 차량기지로 입고한다. 대전교통공사 1000호대 전동차가 이 차량기지에서 출고할 때는 연결된 출고 선로를 타고, 판암역으로 진입한다. 경부선 선로 및 통영대전고속도로 판암 나들목과 마주보고 있다. 심야에 대전 도시철도 1호선 15편성이 주박한다.

## 업무
- 대전교통공사 1000호대 전동차 입·출고 검수관리

## 식장산역 신설
2006년 지역사회에서 판암 방면 연장 요구가 생겨났다. 2011년 동구의회에서 판암동과 용운동에 거주하는 동신중학교, 대전동신과학고등학교 재학생들을 근거로 식장산과 세천공원을 이용하는 이용객들이 증가하는데 따른 교통 서비스 차원에서 연장을 구체적으로 계획했다. 판암역에서 판암차량사업소 끝 지점까지 1량 또는 2량-3량을 별도로 약 2.6km 연장 운행하는 방안으로 검토했다. 동구 제2선거구 출신인 오영세 의원의 시정질문서에도 나타낸 바 있다. 2022년 12월 14일(수요일) 기존 기·종점인 대전 도시철도 1호선 판암역에서 1개 역(가칭 식장산역)을 추가하는 계획을 발표했다. 식장산역은 대전 도시철도 1호선 판암차량사업소 내에 유치선을 활용하여 신설할 예정이다. 2026년 개통을 목표로 하며, 사업비는 약 150억원이 투입될 계획이다. 판암역에서 식장산3거리까지 걸어가면 47분이 걸렸으나 식장산역에서 내려 걸어가면 7분 정도가 되는 효과가 생긴다. 2023년 하반기 설계를 착수하여 2026년 개통 예정으로 계획중이다.